# Monoxenus infraflavescens
Monoxenus infraflavescens är en skalbaggsart som beskrevs av Stefan von Breuning 1949. Monoxenus infraflavescens ingår i släktet Monoxenus och familjen långhorningar.
Artens utbredningsområde är Kenya. Inga underarter finns listade i Catalogue of Life.